# You Don't Care About Us
«You Don´t Care About us» es una canción de la banda Placebo incluido en su segundo álbum Without You I´m Nothing, y también es el segundo sencillo de la banda, ubicándose en el top 5 de las mejores canciones en Inglaterra, y escuchándose por la radio en México por la estación de los 40 principales 101.7 f.m..

## Videoclip
Brian Molko y compañía se encuentran en una serie de acuario gigante lleno de Tiburones. Al final del Clip Brian, Steve y Stef son lanzados por unos hombres al acuario como supuesto alimento, cosa que no sucedió a causa de la censura, como ellos argumentaron alguna vez en los comentarios de ese video en el DVD Once More With Feeling.
El video fue dirigido por John Hillcoat.